# 2e bataillon du 2e régiment de Marines
Le 2e bataillon du 2e régiment de Marines est un régiment d'infanterie basé à camp Lejeune, en Caroline du Nord. Son surnom est « seigneur de la guerre (Warlord) » ; il se compose d'approximativement mille Marines. Ce bataillon appartient au 2e régiment de Marines et à la 2e Division marine. Le 2/2 Marines est subordonné à la 26e unité expéditionnaire marine (26e MEU).

## Unités subordonnées
- Headquarters & Services Company (état-major et unité de service)
- Easy Company (compagnie "Easy")
- Compagnie Fox (compagnie "Fox")
- Compagnie Golf (compagnie "Golf")
- Weapons Company (compagnie d'appuis)

## Histoire
Le 2nd/2d Marines fut formé à chapeau Haitien, à Haïti le  1er juillet 1925 et alors assignés à la 1re demi-brigade devant défendre Haïti. DE 1925 à 1926, des soldats du bataillon ont été employés pour apaiser les perturbations politiques à Haïti. Durant la période allant de 1929 à 1933, le bataillon a aidé à la construction de bâtiments sanitaires, d'écoles, etc. Le deuxième bataillon fut retiré de l'armée d'active le 1er janvier 1933. Mais il fut "réactivé" le 14 janvier 1941. Le 9 août 1942, lors de la bataille de Guadalcanal des soldats du bataillon ont débarqué à Tulagi. Le 10 octobre, les éléments du 2e bataillon ont participé à une attaque contre de les villages de Koilotamaria et de Garabaus à Guadalcanal. En janvier 1943, le 2d bataillon a participé à l'assaut final à Guadalcanal contre les derniers résistants japonais. L'unité reçut à la fin de cette opération la citation présidentielle. En tant qu'élément de la 2e Division de marines, le 2/2 Marines débarqua et combattit lors de la  bataille de Tarawa. La résistance japonaise fut féroce, et les pertes initiales du bataillon furent lourdes. Durant toute la bataille, les marines du bataillon se sont distinguées. Le bataillon se vit de nouveau attribué la citation présidentielle d'unité pour son assaut héroïque chez Tarawa. Le 2d/2d Marines combattit à  la Saipan, Tinian et à la Okinawa lors de la Deuxième Guerre mondiale. En septembre 1945, le bataillon fut déployé à Nagasaki. Durant les mois de juin et juillet 1946, le bataillon retourna à camp Lejeune en Caroline du Nord. Le bataillon fut désactivé le 18 novembre 1947.

## Après guerre
Avec la création de l'OTAN, le 2e bataillon du 2e régiment de Marines fut recréé le 20 octobre 1949. Le 15 juillet 1958, le bataillon participa au débarquement à Beyrouth afin de fixer l'aéroport international de Beyrouth. Après avoir accompli sa mission, le bataillon fut redéployé le 14 août 1958. En octobre 1962, durant la crise des missiles de Cuba le 2e bataillon fut déployé dans les eaux territoriales de Cuba en tant qu'élément du blocus. Le bataillon revint à la fin du blocus. En février 1979, des éléments du bataillon furent déployés au Açores. Le 4 décembre, 1979, face aux attaques de terroriste sur des citoyens des États-Unis à Porto Rico le bataillon se redéploya sur l'île et fut retiré en avril 1980.

## Les années 1990
En décembre 1990, attaché au 6e régiment de Marines, l'unité fut déployée au sud-ouest de l'Asie lors de la Première Guerre du Golfe pour la participation à l'opération Bouclier du désert. Le bataillon quitte le sud-ouest asiatique en avril 1991. En août 1994, le bataillon parti pour les eaux des Caraïbes et notamment haïtiennes pour le soutien aux opérations démocratiques. Le 20 septembre 1994, le bataillon est de nouveau débarqué à Haïti jusqu'en octobre pour soutenir les opérations devant mettre en place la démocratie dans le pays. En juillet 1995, le 2e bataillon fut attaché à la 22ème unité expéditionnaire marine et fut envoyé à Monrovia pour défendre l'ambassade américaine. Durant le mois de février 1997. En décembre 1998,l'Echo Company a été envoyé en République de Panama pour des opérations de sécurité. En janvier 2000, le 2e bataillon est subordonné à la 26e unité expéditionnaire de Marines pour être déployé en juillet et participé à des exercices en Tunisie, en Turquie, et en Croatie.

## Les années 2000
En juillet 2002, les soldats du bataillon furent déployés dans les Balkans, pour soutenir le KFOR au Kosovo. En décembre 2002, le bataillon fut envoyé à Djibouti, pendant que l'Echo Company joue un rôle dans le blocus des côtes du Yémen. En mars 2003, le bataillon est déployé en Irak pour renforcer les forces participant à Guerre en Irak. Le bataillon parti d'Irak en mai 2003. En automne de 2003, le bataillon fut déployé en Irak pour soutenir le nouveau gouvernement irakien. Le bataillon  combattit à Al Mahmudiya, Al Kharma, ainsi que dans la ville de Falloujah. Après son déploiement de sept mois, la bataillon a retourna à camp Lejeune en octobre 2004. Le bataillon fut de nouveau envoyé en Irak en juillet 2005 quand il a été attaché au 8th Regimental Combat Team. Le bataillon fut déployé dans le secteur entre Falloujah et Abou Ghraib. Les soldats du bataillon revinrent à Camp Lejeune en février 2006.